# Henning Hoops

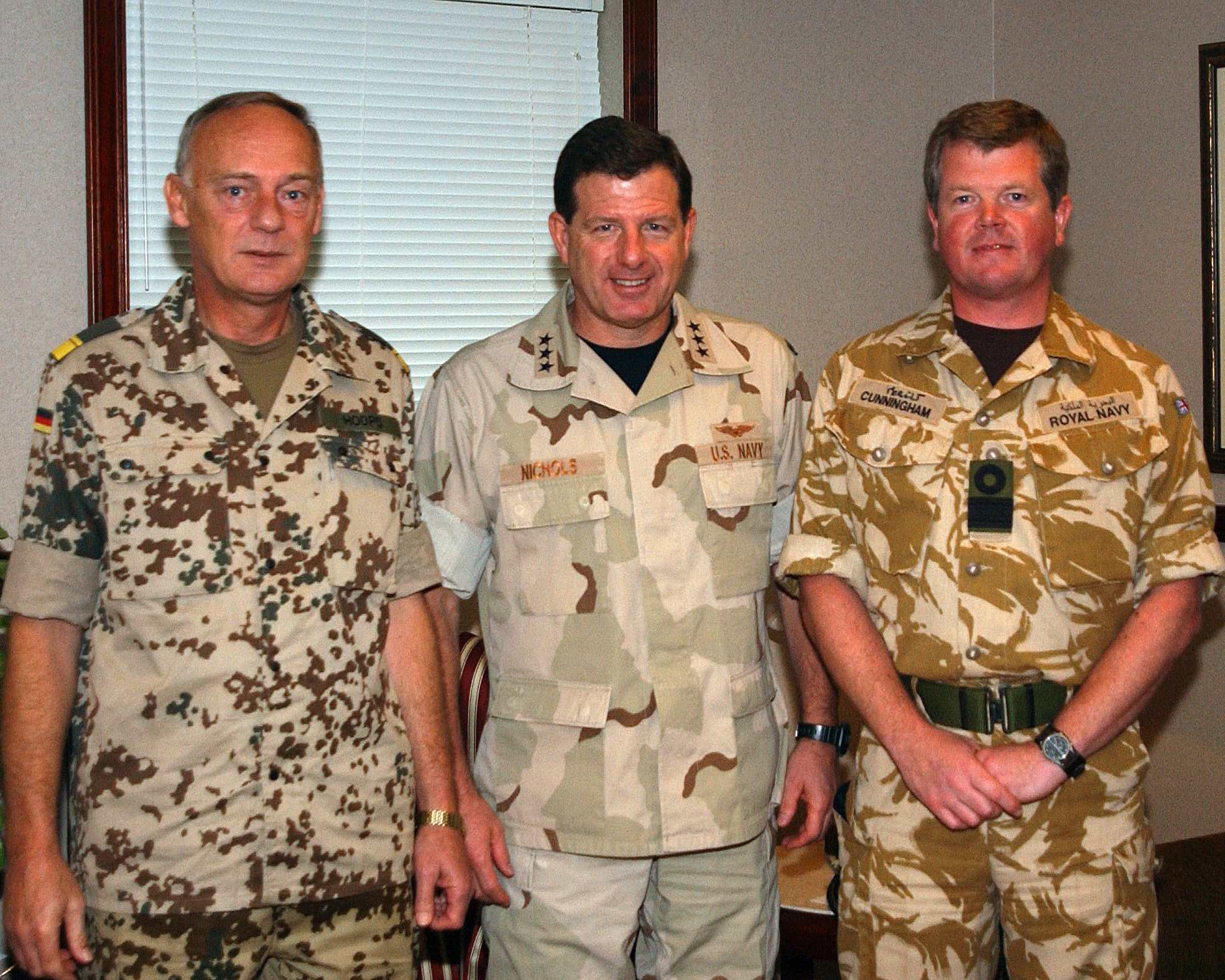
Flottillenadmiral Hoops (links) bei der Übernahme des Kommandos über die Task Force 150 im Dezember 2004

Henning Hoops (* 16. Dezember 1946 in Cuxhaven) ist ein deutscher Marineoffizier. Als Flottillenadmiral war er zuletzt Admiral Marinerüstung und Marinelogistik.

## Militärische Laufbahn
Hoops trat 1966 nach dem Abitur in den Dienst der Bundesmarine ein. Er wurde zum Berufsoffizier ausgebildet und gehört der Marine-Crew VI/66 an. 1969 wurde er in die Schnellbootflottille versetzt, wo er als Wachoffizier und Kommandant von Schnellbooten diente. Ab 1977 nahm er an einem Studium an der Naval Postgraduate School der U.S. Navy in Monterey, Kalifornien teil und war anschließend im Ausbildungsbereich der Marine tätig. 
Von 1983 bis 1985 absolvierte er den Generalstabslehrgang an der Führungsakademie der Bundeswehr in Hamburg. Daran anschließend diente er als stellvertretender Kommandeur des 5. Schnellbootgeschwaders, als Stabsoffizier im Flottenkommando und als Referent im Planungsstab des Bundesministeriums der Verteidigung. 
Von 1990 bis 1992 war Hoops Kommandeur des 7. Schnellbootgeschwaders, bevor er als Lehrgangsleiter des Admiralstabslehrgangs an die Führungsakademie zurückkehrte. Von 1994 bis 1997 diente Hoops im NATO-Hauptquartier in Brüssel. Nach einer Verwendung im Marineunterstützungskommando wurde Hoops im Oktober 1999 Kommandeur der Schnellbootflottille in Warnemünde. Im April 2004 wechselte Hoops als Admiral Marinerüstung und Marinelogistik (AMRL) in das Marineamt in Rostock. Während dieser Tätigkeit führte er von Dezember 2004 bis April 2005 die multinationale Task Force 150 im Rahmen der Operation Enduring Freedom am Horn von Afrika. Mit Ende des Jahres 2008 trat Hoops altersbedingt in den Ruhestand.
| Personendaten    | Personendaten                                  |
| ---------------- | ---------------------------------------------- |
| NAME             | Hoops, Henning                                 |
| KURZBESCHREIBUNG | deutscher Marineoffizier und Flottillenadmiral |
| GEBURTSDATUM     | 16. Dezember 1946                              |
| GEBURTSORT       | Cuxhaven                                       |